# Garagnani

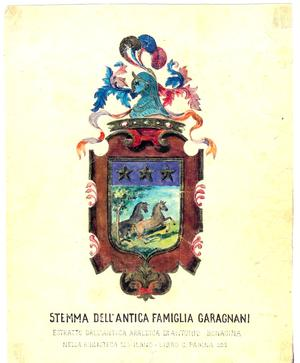
Stemma gentilizio della famiglia Garagnani. Ramo dei Marchesi di Carignano (Parma)

La famiglia Garagnani è originaria di Carignano nel parmense, dove nel 964 il nobile Di Garragnano venne nominato Marchese dal Vescovo Oberto.

## Storia
Nel XIV secolo passarono in Padova dove si distinse per opere e censo. Furono tra i fondatori dell'Università di Padova e si imparentarono con la famiglia del doge di Venezia Andrea Contarini. Nel 1464 si trasferì nel bolognese e precisamente a Crespellano dove tuttora possiede proprietà terriere e l'antico castello.
La famiglia Garagnani è stata anche proprietaria di poderi e vigneti a Monte San Pietro (BO), nella località San Chierlo, terreni ceduti nel dopoguerra alla famiglia Lambertini attuale produttrice del Bonzarone con la cantina storica di Tenuta Bonzara.
A Bologna, tra la Porta Galliera e la Porta Lame, la famiglia possedette vasti appezzamenti di terreno che furono conosciuti fin dai primi del XIX secolo col nome di "Orti Garagnani". Nella stessa città sorge il Palazzo Garagnani che venne edificato nel XVI secolo, probabilmente su disegno di Andrea Marchesi, detto anche il Formigine, architetto e intagliatore di origine modenese. All'interno di Palazzo Garagnani è ancora intatta una spettacolare scala barocca, risalente al 1750 e progettata da Giovanni Carlo Bibiena.
Imparentatesi con le più nobili famiglie italiane (gli Sforza, i Visconti, i Pallavicino, i Landi, i Malatesta), sul finire del Settecento Filippo Garagnani sposò Anna, l'ultima principessa Lambertini Marchesa di Poggio Renatico, pronipote di Beata Imelda e di papa Benedetto XIV e i loro figli assunsero i titoli dei Lambertini per tradizione ereditaria.

## Membri
Filippo era senatore del Regno d'Italia ai tempi di Napoleone e suo figlio Raffaele (Raffaello) avvocato e professore di Belle lettere a Bologna (lasciò poi la cattedra a Giosuè Carducci prima e a Pascoli dopo) fu Console Pontificio presso Genova e dopo il 1860 a seguito dell'unificazione si schierò con il Regno d'Italia portando alla divisione in due rami della famiglia: i "biondi" seguaci di Cesare, fedeli a papa Pio IX e nominati poi conti ed i "neri" seguaci di Raffaele (Raffaello), favorevole all'Unità d'Italia portatori del titolo di marchesi.
Scrittore di molte opere, Raffaele (Raffaello) Garagnani proprio in un suo libro edito nel 1860, La Lega Lombarda con lo stile romantico del tempo ambientava le novelle di Alberto da Giussano ai giorni suoi invitando il Papa a "sentirsi italiano". Per questo motivo si scatenarono le ire del Pontefice e a Raffaele, già rifugiatosi a Saluzzo in compagnia del Prati al seguito di un'insurrezione da lui guidata a Bologna nel 1853 contro gli Austriaci, gli furono confiscati titoli nobiliari e beni, nonché gli fu tolta la possibilità di esercitare le sue professioni. Dopo il 1870 Raffaele poté tornare alla sua attività ma non entrò più in possesso dei suoi beni passati ai "biondi" restati fedeli al Papa.Raffaele era Cavaliere Quirito, Cavaliere Romanista, membro della Romoludum Familiae, Cavaliere Pastore Arcade col nome di Terpandro Seicionio.

## Stemma

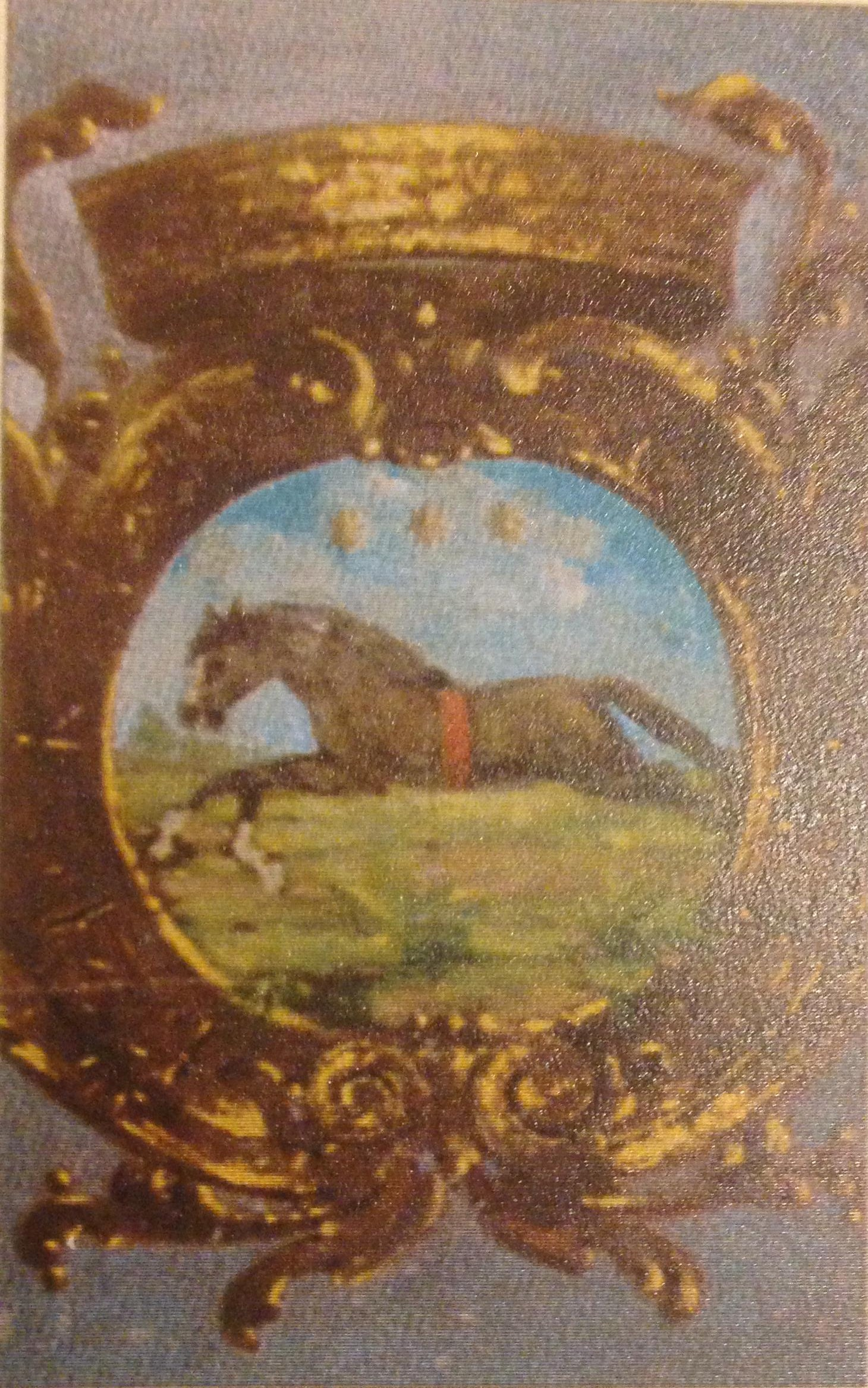
Stemma presente nel palazzo Garagnani a Bologna
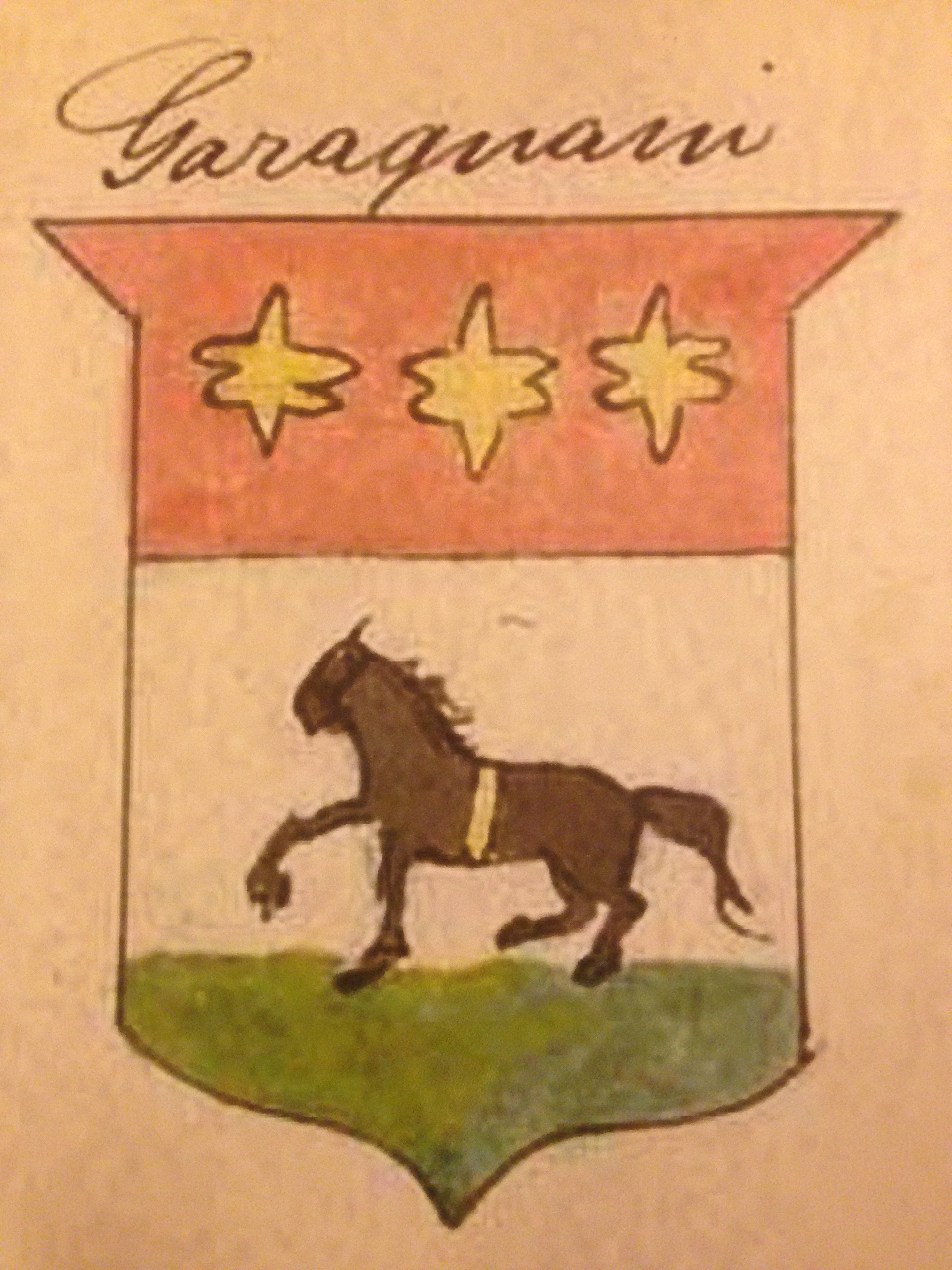
Stemma presente alla Consulta araldica di Roma
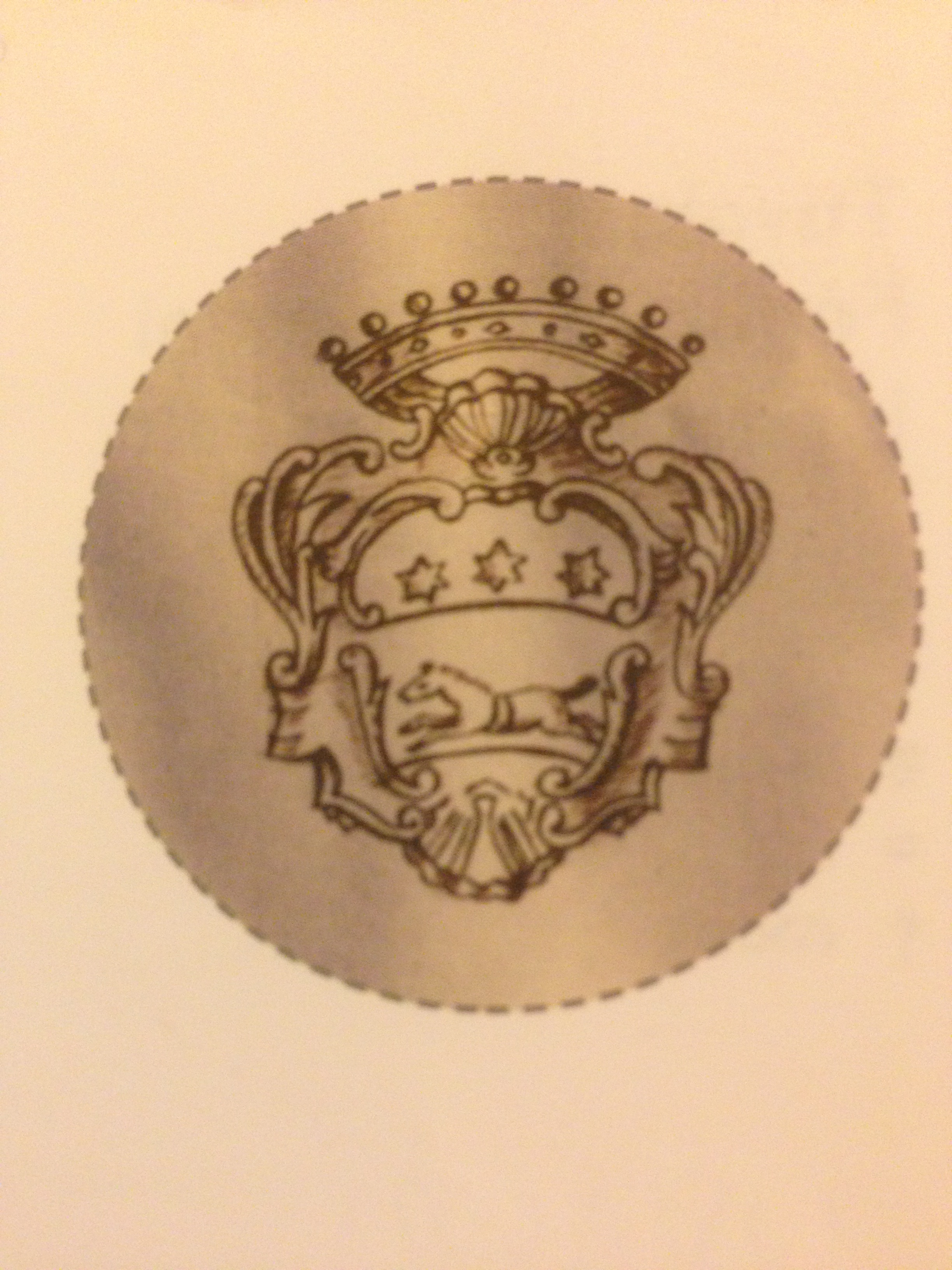
Stemma presente a Villa Edvige Garagnani a Zola Predosa